# 柴黃薑
柴黃薑（学名：Dioscorea nipponica sp. rosthornii）为薯蓣科薯蓣属下穿龙薯蓣的一个亚种。

## 扩展阅读
- 維基物種上的相關：柴黃薑